# Amforans gåta
Amforans gåta är en svensk TV-serie i sex delar från 1991 i regi av Leif Krantz. I rollerna ses bland andra Anna Sällström, Catarina Sandberg och Jonas Karlsson.

## Handling
Arkeologen Sara Nardin befinner sig på segelsemester i Egeiska havet tillsammans med ungdomarna Helena och Filip. Den behagliga semesterresan utvecklats snart till en mardröm när deras båt förföljs av en mystisk motorbåt. Saras plan är att under semester forska kring skärvorna av en amfora som innehåller hittills otydda tecken. En rad obehagliga händelser följer och Sara, Filip och Helena förstår att det ligger ett ödesmättat budskap dolt på krukskärvorna.

## Rollista
- Anna Sällström – Sara Nardin
- Catarina Sandberg – Helena, Saras dotter
- Jonas Karlsson – Filip
- Tuncel Kurtiz – Papa
- David Napier – Oliver
- Dorota Rae – Kate
- Jan Nygren – Andersson
- Sonja Hejdeman – Lotten
- Lars Humble – Lennart Brinck
- Kerstin Birde – amanuensen
- Aias Manthopoulos – Andreas
- Anna Bratsou – kulturministern
- Mihalis Yiannatos – tiggaren
- Tony Jacovakis – museichefen
- Apostolis Fournaris – pojken
- Giorgos Kormanos – anföraren
- Lydia Fotopoulou – skådespelare
- Petros Zivanos – skådespelare
- Giorgos Kormanos – skådespelare
- Yannis Kesaris – skådespelare
- Nikos Seryanopoulos – skådespelare
- George Moshos – polisen
- Nikos Tsachiridis – svampdykaren
- Joly Garbi – den gamla damen
- Aias Manthopoulos – drakflygaren
- Birger Bergh – promotorn

## Produktionen
Amforans gåta spelades in 1989 i Lund samt Aten, Paros, Antiparos, Kos, Kalymnos och Santorini i Grekland. Serien producerades av Bert Sundberg och Lasse Lundberg för bolaget Moviemakers Skåne AB. Manus skrevs av Krantz och serien fotades av Hans Welin, Alekos Yiannaros och Mats Hallesjö (Lund). Musiken komponerades av Dimitri Papadimitriou och serien klipptes av Lundberg.